# Стурла Тордарсон
Заголовок цієї статті — це ісландське ім'я, де Стурла — особове ім'я, а Тордарсон — ім'я по батькові. 
Сту́рла То́рдарсон (ісл. Sturla Þórðarson; *1214 — †1284) — ісландський політик та автор саг. Син Тордура Стурлусона та Тори. Небіж та учень відомого письменника, автора саг Сноррі Стурлусона.
Найбільш відомий як автор Íslendinga saga (найдовшої після Sturlunga saga) та Hákonar saga Hákonarsonar (історії Гокона IV Норвезького). Також він написав сагу про сина Гокона, Маґнуса (Magnúss saga lagabœtis), з якої збереглися лише фрагменти.
Вважається автором «Саґи про хрещення».